# Legende der Ranger
Legende der Ranger ist ein US-amerikanischer Science-Fiction-Fernsehfilm von J. Michael Straczynski aus dem Jahr 2002. Der Film wurde am 21. November 2005 in Deutschland auf DVD veröffentlicht.

## Überblick
Hauptartikel: Babylon 5
Der im Auftrag des SciFi-Channel produzierte Film ist in dem von J. Michael Straczynski geschaffenen Babylon-5-Universum angesiedelt. Er sollte Pilotfilm für eine neue Ableger-Fernsehserie sein, in der die aus anderen Babylon-5-Produktionen bekannten Ranger im Mittelpunkt stehen. Aufgrund zu geringer Einschaltquoten bei der Erstausstrahlung des Pilotfilms ging die Serie nie in Produktion.
J. Michael Straczynski erklärte die geringen Ratings, von denen die Entscheidung über die Produktion der Serie abhing, eine Woche nach der Ausstrahlung mit der teilweise zeitgleichen Ausstrahlung eines Playoff-Spiels der National Football League. Während der Film an der US-Westküste erst nach dem Spiel gezeigt wurde, lief er an der Ostküste parallel dazu. Das Spiel hatte das höchste Zuschauer-Rating der vergangenen Jahre, und da sich die Hauptgruppe der Football-Zuschauer sehr stark mit dem Zielpublikum von Babylon 5 überschneidet, sorgte dieser ungünstige Ausstrahlungstermin für sehr geringe Ratings an der Ostküste. Obwohl die erwarteten Ratings an der Westküste sogar übertroffen wurden, entschied der SciFi-Channel aufgrund des schwachen Durchschnitts-Ratings, die Serie nicht zu produzieren.
Der Film ist im deutschen Fernsehen nie ausgestrahlt worden, wurde allerdings für die DVD-Veröffentlichung in deutscher Sprache synchronisiert. Er ist als Einzel-DVD, als Bestandteil der DVD-Box „Babylon 5 – The Movies“ oder als Bestandteil der „Spacecenter Babylon 5 Superbox“ erhältlich.

## Handlung
Nach dem Ende des Krieges mit den Schatten im Jahr 2261 wurde die Interstellare Allianz gegründet, in deren Auftrag die Ranger für Recht und Ordnung sorgen und über den Frieden wachen.
Der Film spielt im Jahr 2265. Ranger David Martell erhält das Kommando über die Liandra, einen 20 Jahre alten, kleinen Kreuzer, dessen vorherige Crew auf mysteriöse Weise verschwunden ist. Die erste Mission für ihn und seine Crew ist die Eskortierung der Valen, des neuesten Schiffs der Flotte, das unter dem Kommando seines ärgsten Konkurrenten Tannier steht. Die Valen soll eine Reihe von Botschaftern verschiedener Welten – darunter auch G'Kar von Narn – zu einem geheimen Treffen bringen. Am Zielort angekommen, werden die beiden Schiffe von einem unbekannten Feind angegriffen. Die Valen wird zerstört, die Botschafter können jedoch von der Liandra gerettet werden. Ein an Bord gefangener Saboteur gibt Informationen über die feindlichen Wesen preis, die sich Die Hand nennen und angeblich eine weit größere Bedrohung für alle Völker darstellen, als es die Schatten jemals waren. Es beginnt ein Katz-und-Maus-Spiel mit den verbliebenen feindlichen Schiffen.

## Kritik
Legende der Ranger sorgte bereits nach dessen Erstausstrahlung für heftige Diskussionen und Kritik unter den bestehenden Babylon-5-Fans.
Zu den offensichtlichsten Kritikpunkten zählen beispielsweise völlig geänderte Designs von Schiffen, Planeten und den Sprungtor-Effekten. So wurde aus der hellen farbenfrohen und an Kristallstrukturen orientierten Heimatwelt der Minbari ein düsterer technisierter Ort, der in völligem Kontrast zu den aus der Originalserie bekannten CGI-Sequenzen stand.
Weitere Ursachen für Kritiken sind unter anderem die etwas merkwürdige Steuerung der Bordwaffen, bei dem die Waffen innerhalb eines Projektionsraums mit Schlägen und Tritten abgefeuert bzw. gesteuert werden, sowie die sich wiederholenden Handlungselemente. So rettet sich die Crew der Liandra zum Beispiel zweimal, indem sie ihren Widersachern Bomben unterschieben anstatt einen Gefangenen auszuliefern.
Außerdem wurden die Grundprinzipien der Ranger teilweise komplett umgeworfen und widersprechen sich auch mit den aus der Serie bekannten. Für sie gilt zwar weiterhin „Wir leben für den Einen, wir sterben für den Einen“, aber die Interpretation nimmt wesentlich fanatischere Züge an. So soll beispielsweise David Martell zu Beginn des Films bestraft werden, da sich dieser mit seinem kampfunfähigen Schiff vor einem übermächtigen Feind zurückzog, anstatt für den Einen zusammen mit seiner Mannschaft zu sterben. Im ursprünglichen Plot von Babylon 5 würde sich ein Ranger nur opfern, um der gemeinsamen Sache zu dienen – nicht wegen irgendwelcher Ideale: Ein sinnloser Tod dient nicht dem Einen. Erwähnenswert ist außerdem, dass dieser Schlachtruf bei jeder nur erdenklichen Gelegenheit wiederholt wird. Für weitere Kritiken sorgte auch die Abwesenheit bekannter Charaktere (abgesehen von G'Kar) und das teils klischeehafte Auftreten der neuen Charaktere.